# Mike Schmidt
Michael Jack Schmidt (Dayton, Ohio, 27 de septiembre de 1949) es un beisbolista retirado estadounidense de las Grandes Ligas de Béisbol. Considerado uno de los mejores tercera base de la historia, ganador de 10 guantes de oro y elegido tres veces jugador más valioso de la liga nacional.

## Inicios
Debutó a los 22 años en 1972 con el equipo para el cual jugaría durante toda su carrera: los Philadelphia Phillies. Durante sus primeras temporadas debutó con escaso éxito bateando apenas de .196 en 1973. El siguiente año, sin embargo, sus números se elevaron con 36 cuadrangulares y 116 carreras impulsadas. 

## Apogeo
Su carrera tomó nuevo impulso con la llegada de Pete Rose como manager del equipo en 1979. 1980 fue su mejor temporada con 48 cuadrangulares y 121 carreras impulsadas, ganó la Serie Mundial con su equipo y elegido jugador más valioso tanto del clásico de octubre como de la temporada regular. El siguiente año repitió como el más valioso de la liga.
En 1983 los Phillies lograron alcanzar la serie mundial, pero esta vez perdieron frente a los Orioles. A pesar de tener un buen año Mike tuvo un bajo desempeño en el clásico con un sencillo en veinte turnos. En 1986 logró por tercera vez ser elegido jugador más valioso.

## Retiro
Terminó su carrera en 1989 después de superar una lesión el año anterior en una de sus muñecas. 
A los 5 años de su retiro fue ingresado al salón de la fama del béisbol con el 96.5 % de los votos.

## Trivia
- Considerado el mejor jugador de la historia de los Phillies en 1983.

- El número de su uniforme (20) fue retirado en 1990.

- Líder de cuadrangulares en la Liga Nacional ocho veces y cuatro en carreras impulsadas.

- Participó en doce juegos de las estrellas.

- Desde 1974 a 1987 bateó 30 o más cuadrangulares a excepción de 1978.

- Hay una estatua erigida en su honor en las afueras del Citizen’s Bank Park, hogar de los Phillies.

- Tiene el mismo nombre del guardia de seguridad de Five Nights at Freddy's Mike Schmidt